# III Legislatura da Terceira República Portuguesa

Diagrama das bancadas.

A III Legislatura foi a legislatura da Assembleia da República Portuguesa resultante das eleições legislativas de 25 de abril de 1983.